# 150
150. је била проста година.

## Догађаји
- Римски град Форум Хадриани (Ворбург) добија титулу Муниципиум Аелиум Цананефатиум, „град Кананефата“. Град добија право да организује пијаце.
- Германи са истока крећу на југ, у подручје Карпата и Црног мора.
- На америчком континенту завршава се период средње културе цивилизације Маја.
- Велика пирамида Сунца је изграђена у Теотивакану. То је највиша претколумбијска зграда у Америци.
- Маркион Синопски пише свој библијски канон, који се састоји од очишћених верзија Јеванђеља по Луки и десет Павлових писама.
- Направљен је најранији географски атлас (Птолемејева географија)
- Птоломеј завршава своје монументално дело Алмагест. Геоцентрична космологија садржана у њему обухвата период од 1.400 година.
- Антонин Либерал пише дело о митологији (Μεταμορφωσεων Συναγωγη).
- Папир, произведен у Кини, стиже у Трансоксијану.

## Рођења
- 7. март — Луцила, римска царица († 182.)
- Касије Дион, римски историчар (приближна година)[1]
- Климент Александријски, грчки теолог († 215)
- Гонгсун Ду, кинески генерал и војсковођа (ум. 204)
- Луције Фабије Цило, римски политичар (приближан датум)
- Моноимус, арапски гностик и писац (приближан датум)
- Нагарјуна, оснивач махајане "Велико возило" (ум. око 250)
- Сју Шао, кинески званичник династије Хан (ум. 195.)

## Смрти
- Аспасије, грчки филозоф и писац (приближан датум)
- Асвагхоса, индијски филозоф и песник
- Лианг На, кинеска царица из династије Хан (р. 116)